# Melithaeidae
Melithaeidae is een familie van zachte koralen uit de orde van Alcyonacea.

## Onderfamilies
- Asperaxinae Alderslade, 2007
- Melithaeinae Alderslade, 2007